# Katastrofa budowlana w Wyższej Szkole Rolniczej we Wrocławiu
Katastrofa budowlana w Wyższej Szkole Rolniczej we Wrocławiu – katastrofa budowlana, do której doszło 22 marca 1966 roku podczas budowy budynku Wydziału Melioracji dla ówczesnej Wyższej Szkoły Rolniczej (obecnie Uniwersytet Przyrodniczy) we Wrocławiu przy placu Grunwaldzkim. Była skutkiem pośpiechu i niezachowania technologicznego harmonogramu robót.
Wskutek nacisków politycznych ówczesnych działaczy PZPR, dla których istotne były propagandowe efekty tego, że widoczne jest "wzrastanie" budynku, kierownictwo budowy nakazało robotnikom stawianie kolejnych elementów pięter bez równoległego wykonywania robót murarskich na poszczególnych piętrach, które zapewniałyby usztywnienie konstrukcji. W wyniku działania wiatru 22 marca 1966 roku konstrukcja uległa zawaleniu. W katastrofie zginął majster budowy i dziewięciu robotników.
Po katastrofie, przy pomocy wojska i dostępnego sprzętu, rozbierano rumowisko, wywożąc elementy na wysypisko gruzu i usiłując dotrzeć do zasypanych. Żaden z nich nie przeżył.

## Ofiary katastrofy
1. Paweł Białecki
2. Eugeniusz Dąbrowski
3. Stanisław Hendrysiak
4. Mieczysław Janiak
5. Leszek Kołdraś
6. Józef Kołodziej
7. Zbigniew Malczewski
8. Jerzy Misiak
9. Władysław Stachowski
10. Stefan Stefański